# Wera Nikolajewna Ossipowa
Wera Nikolajewna Ossipowa, geboren Suchowa, (russisch Вера Николаевна Осипова (Сухова); * 24. Junijul. / 6. Juli 1875greg. in Tiflis; † 27. Januar 1954 in Leningrad) war eine russische bzw. sowjetische Psychologin.

## Leben
Ossipowa, Tochter des Feldschers Wukol Jefremowitsch Suchow, besuchte in Tiflis das siebenjährige Mädchengymnasium der Heiligen Nina (Abschluss 1891 mit Auszeichnung) und anschließend die 8. Klasse des 1. Tifliser Mädchengymnasiums der Großfürstin Olga Fjodorowna, worauf sie an einer Schule unterrichtete. Sie ging 1895 nach St. Petersburg und studierte in den Höheren Bestuschew-Kursen für Frauen insbesondere Psychologie bei Alexander Wwedenski. Als 1897 das Frauen-Medizin-Institut eröffnet wurde, wechselte sie dorthin und schloss das Studium 1902 als Ärztin mit Auszeichnung ab.
Bereits während des Studiums arbeitete Ossipowa in der Klinik für Nerven- und Geisteskrankheiten und im Laboratorium für medizinische und experimentelle Psychologie unter der Leitung Wladimir Bechterews. Sie heiratete Bechterews Assistenten Wiktor Ossipow (1871–1947) und bekam die Töchter Wera (1902), Lena (1904), Nina (1905) und Schenja (1907).
Als Wiktor Ossipow 1906 Professor für Psychiatrie der Universität Kasan wurde, zog die Familie nach Kasan. Ossipowa begann im Psychophysiologischen Laboratorium beim Lehrstuhl für Psychiatrie der Universität Kasan zu arbeiten und nahm an medizinischen Kongressen in Budapest (1908) und London (1911) teil. Daneben war sie Schulärztin am Kasaner 4. Mädchengymnasium. Sie bestand 1914 die Doktor-der-Medizin-Prüfung mit Verteidigung ihrer Dissertation über den Einfluss des neuropsychischen Farbtons auf die Geschwindigkeit der visuellen Wahrnehmungen.
Ossipow wurde 1915 Professor an der Militärmedizinischen Akademie, sodass die Familie nach Petrograd zurückkehrte. Ossipowa wurde Schulärztin zweier Gymnasien und setzte ihre wissenschaftliche Arbeit fort.
Nach der Oktoberrevolution arbeitete Ossipowa als Ärztin-Psychologin für schwierige Kinder im Zentralen Verteilungszentrum und als Leitungsassistentin des Laboratoriums für Kinderpsychologie im zentralen Pädagogischen Museum (ab 1933 Leningrader Abteilung des Zentralen Forschungsinstitut für Pädagogik, 1939 geschlossen).
Auf Einladung Bechterews arbeitete Ossipowa ab 1920 in dem 1918 gegründeten und von ihm geleiteten Institut für Hirnforschung zunächst als Laborantin für Psychohygiene, um dann das Laboratorium für Kinderpsychologie zu leiten. Als Vorsitzende leitete sie die Aspirantur-Kommission des Instituts. Sie behandelte Probleme der Pädologie des blinden Kindes; hierfür wurde sie von der Allrussischen Blinden-Gesellschaft zum Ehrenmitglied gewählt, 1933 wurde sie Vollmitglied der Gesellschaft. Aufgrund ihrer Arbeiten zur experimentellen Psychologie wurde sie 1936 ohne Verteidigung einer Dissertation zur Doktorin der pädagogischen Wissenschaften promoviert. Die Ernennung zur Professorin der Psychologie erfolgte 1940. Sie wurde zu Vorlesungen in die namhaften Hochschulen eingeladen.
Während des sowjetisch-finnischen Winterkriegs 1939/1940 war Ossipowa Vorsitzende der Kommission für die Durchführung von Vorträgen und Vorlesungen in den Krankenhäusern Leningrads. Im Deutschen Angriffskrieg gegen die Sowjetunion wurde sie aus dem blockierten Leningrad nach Samarkand evakuiert und arbeitete in  der dortigen Klinik. Zurück in Leningrad 1944 leitete sie die Abteilung für Psychologie des Instituts für Hirnforschung. Als das Institut 1948 das Institut für Physiologie des Zentralnervensystems der Akademie der Medizinischen Wissenschaften der UdSSR wurde, arbeitete sie als wissenschaftliche Senior-Mitarbeiterin im Laboratorium für vergleichende Pathologie, bis sie aus Gesundheitsgründen ausscheiden musste.
Ossipowa starb am 27. Januar 1954 in Leningrad und wurde auf dem Bogoslowskoje-Friedhof im Akademie-Teil neben ihrem Mann begraben.

## Ehrungen, Preise
- Medaille „Für die Verteidigung Leningrads“ (1942)[4]
- Medaille „Für heldenmütige Arbeit im Großen Vaterländischen Krieg 1941–1945“ (1945)[4]
- Orden des Roten Banners der Arbeit (1946)[4]